# San Costantino Albanese
San Costantino Albanese (Shën Kostandini i Arbëreshëvet in arbëresh) è un comune italiano di 590 abitanti della provincia di Potenza in Basilicata.
L'origine storica di San Costantino Albanese è da attribuirsi all'insediamento delle popolazioni albanesi, esuli dai territori balcanici sud-occidentali (Epiro, Attica, Morea, ecc.), in seguito alla migrazione avvenuta nell'anno 1534, che coincide con la caduta della fortezza di Corone (Κορώνη), città dell'attuale Messenia, sotto il controllo ottomano. Gli arbëreshë, nome antico delle popolazioni albanesi, si rifugiarono nella zona che conserva sino ad oggi l'identità, le funzioni religiose in rito bizantino (anticamente detto "rito greco"), i costumi e lingua arbëreshe, l'antico idioma albanese che la popolazione del luogo usa quotidianamente come lingua madre, sia nel privato, che in luoghi pubblici e religiosi. Il comune, ai sensi delle leggi vigenti a tutela delle minoranze etno-linguistiche, attua il bilinguismo amministrativo, utilizzando la lingua arbëreshe anche negli atti ufficiali e nella segnaletica stradale.

## Geografia fisica
Il comune si trova in Val Sarmento, nel cuore del Parco nazionale del Pollino, posto a circa 650 metri sul livello del mare. Il territorio circostante è prevalentemente montuoso, rientrando a costituire parte del massiccio del Pollino.
Il comune è situato in un'area geografica di particolare valore naturalistico, presentando differenti caratteristiche ambientali tipiche, in gran parte, della macchia mediterranea, a cui si associano ambienti propri delle zone continentali.
La macchia mediterranea si impone principalmente nelle aree in prossimità del fiume Sarmento, le cui acque attraversano un ampio letto sassoso tipico delle "fiumare" meridionali, tratto peculiare di antichi bacini alluvionali a regime irregolare.
Il territorio collinare è caratterizzato da formazioni soggette a fenomeni carsici come generalmente si può indicare anche per i rilievi montuosi.
Il nucleo abitativo antico è diviso in parte alta (katundi alartaz), il cui abitante veniva chiamato lastu lasht, e parte bassa (katundi ahimaz) che si estende longitudinalmente.

## Storia

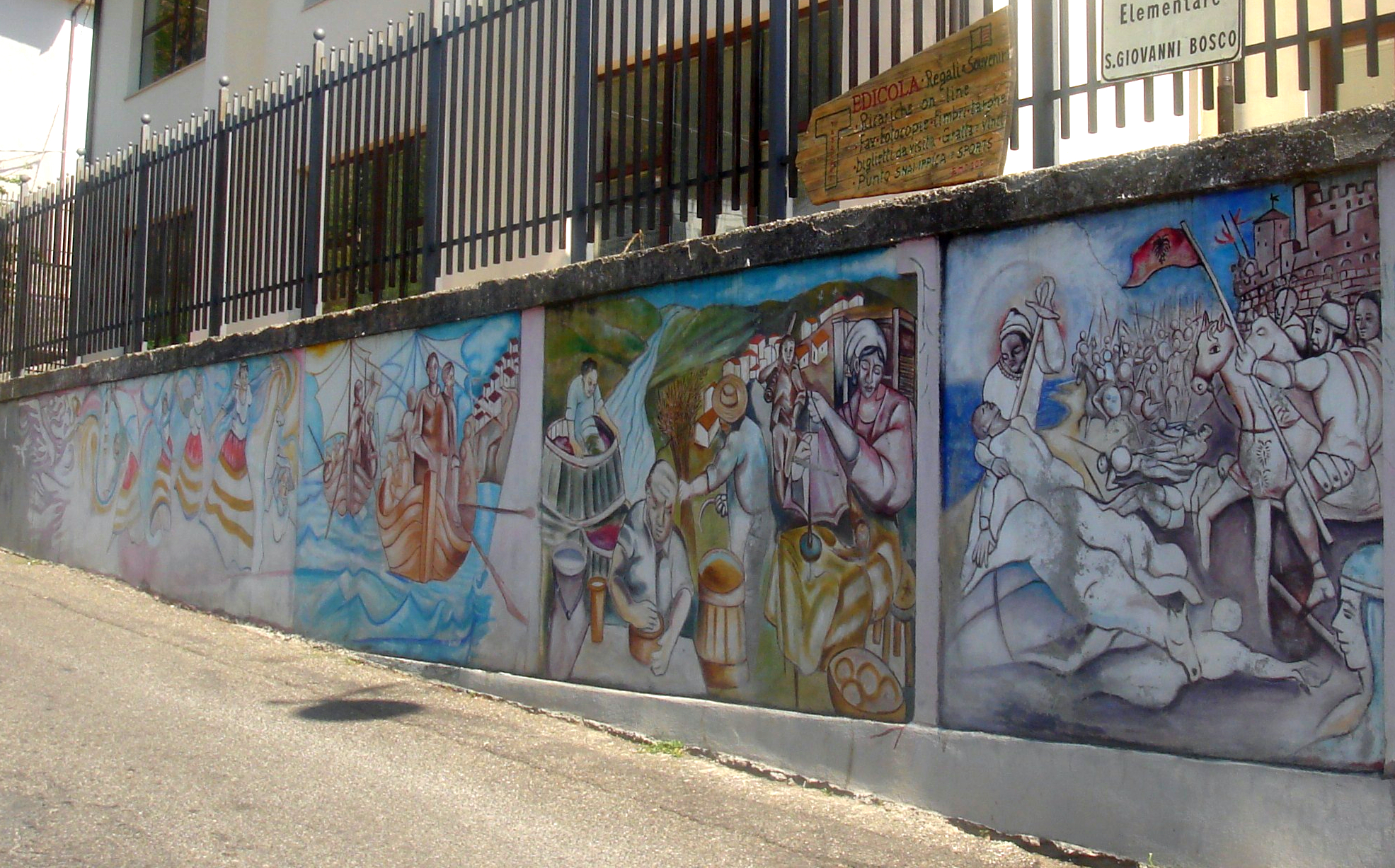
Murali di Enzo Schillizzi in San Costantino Albanese

San Costantino Albanese è stato fondato da popolazioni albanesi provenienti dall'Albania e dalla Morea nel 1534, in seguito all'invasione ottomana dell'Impero Bizantino. Il re di Napoli li accolse, e Lazzaro Mattes destinò uno di questi gruppi presso Noja (l'attuale Noepoli). Sorge così il casale di Shën Kostandini basato su un'economia agricola con coltivazioni di castagno, olivo, lino, ginestra e cotone. Il paese fu premiato con dei privilegi regali, infatti fino al 1671 i suoi abitanti erano esenti dalle tasse e dai pesi fiscali poiché i regnanti spagnoli li premiarono per l'aiuto dato in passato nelle battaglie contro i turchi.

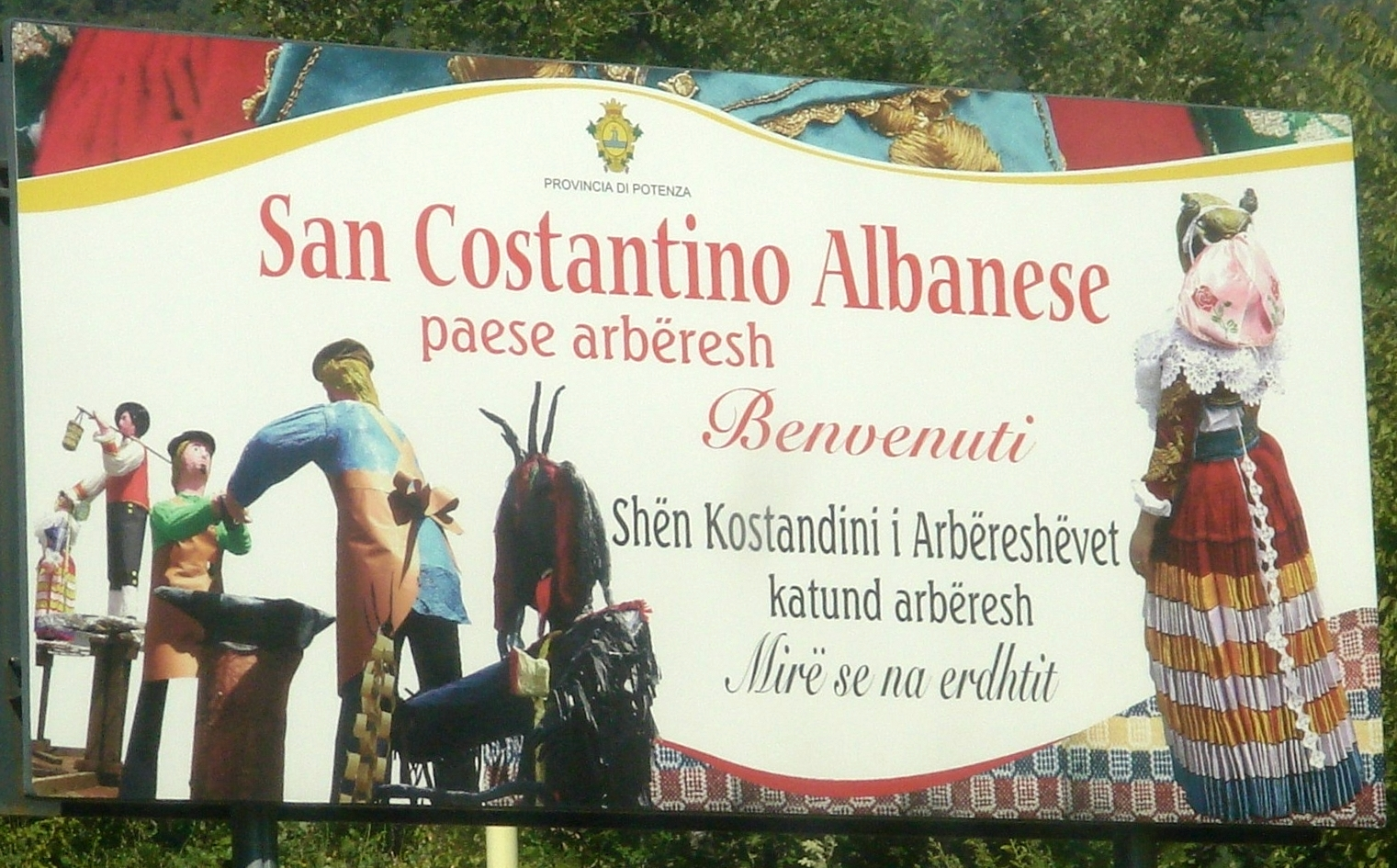
Cartello stradale bilingue

Venduto ai Pignatelli, principi di Noja, seguì le sorti degli altri Casali facenti parte dei loro domini, anche se nel XVIII secolo la sua giurisdizione era ormai stata concessa in usufrutto alla famiglia Pace.
Peculiarità dei suoi abitanti come elementi di distinzione dai latini sono la lingua arbëreshe, il costume tradizionale e il rito bizantino. I costumi, le manifestazioni tradizionali, l'apparato folklorico e le consuetudini di vita contribuiscono, con la lingua, a caratterizzare l'identità del gruppo etnico. La conservazione del rito Greco-Bizantino, fa ricadere la comunità sotto la giurisdizione ecclesiastica dell'Eparchia di Lungro.

## Monumenti e luoghi d'interesse

### Palazzo Pace

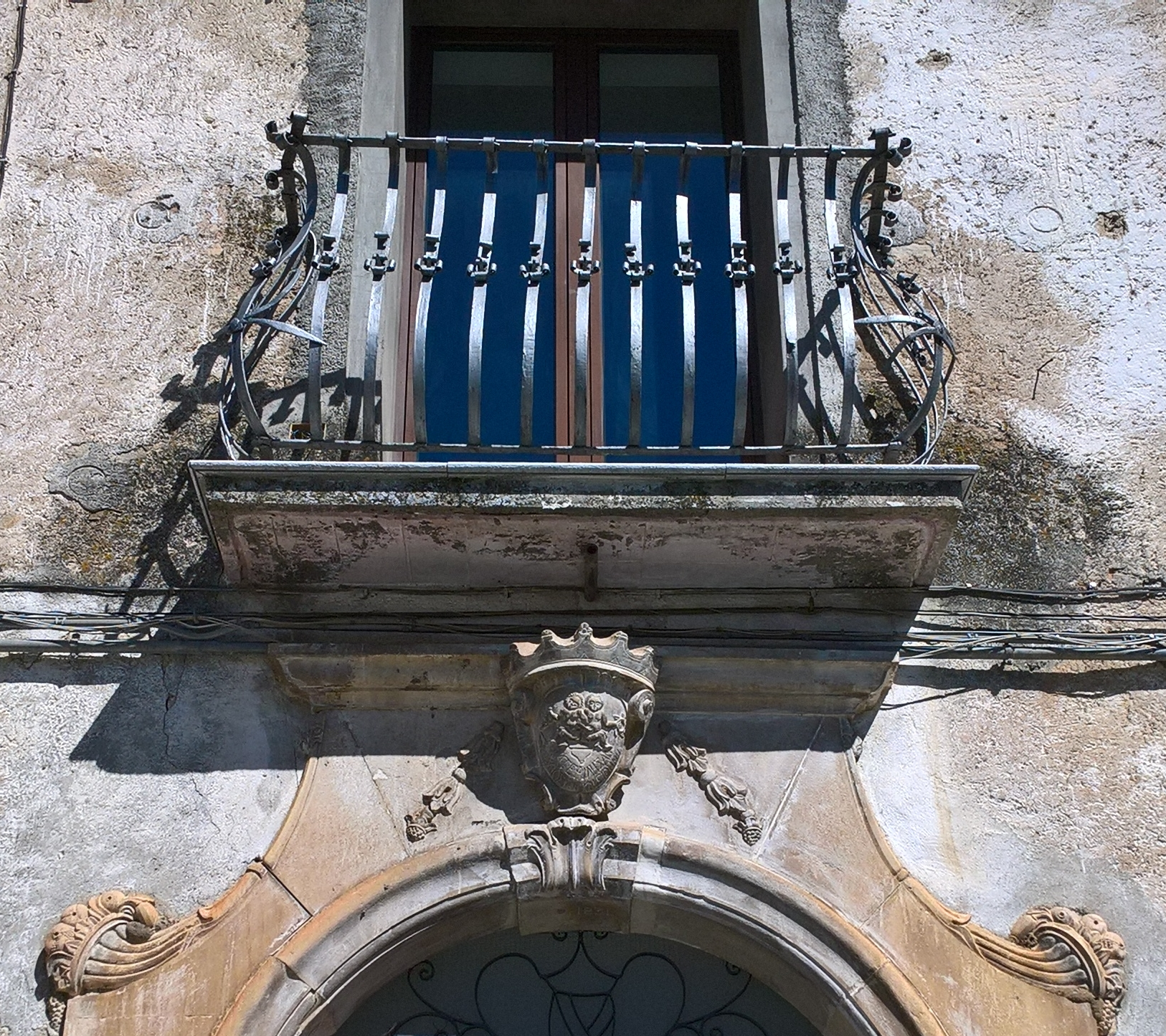
Il balcone del Palazzo Pace

Interessante è il secentesco palazzo dei signori Pace di Venticalia, originato su una precedente struttura edificata dai Pignatelli principi di Noja. Ospitò Giulio Capece Scondito, vescovo di Anglona, durante la sua visita pastorale. Subì danni ingenti a causa del terremoto del 1783 e venne così più volte rimaneggiato. Conservava sino ai primi anni del XX secolo bei soffitti lignei affrescati cinquecenteschi con scene grottesche e mitologiche tra cui quello principale del salone che ricordava le Dodici fatiche di Eracle Venduto dall'ultima erede della famiglia, Menadora Pace di Venticalia (1845-1930), il palazzo fu sede dell'asilo infantile gestito dalle suore basiliane e poi, smembrato, venne adibito ad abitazioni private.
Si conservano ancora intatti l'imponente scalone di tufo che conduce alla loggia panoramica del terzo piano e la ricca cornice litica settecentesca del portone, opera di maestranze locali, sormontata dallo stemma di famiglia Pace che raffigura, in campo d'azzurro, due gemelli abbracciati reggenti in mano l'uno una stadera e l'altro una corona d'ulivo e sedenti sopra la frase in greco "giustizia e pace si sono abbracciate" tratta dal libro dei Salmi 85.11.

### Architetture religiose

#### Chiesa della Madonna delle Grazie

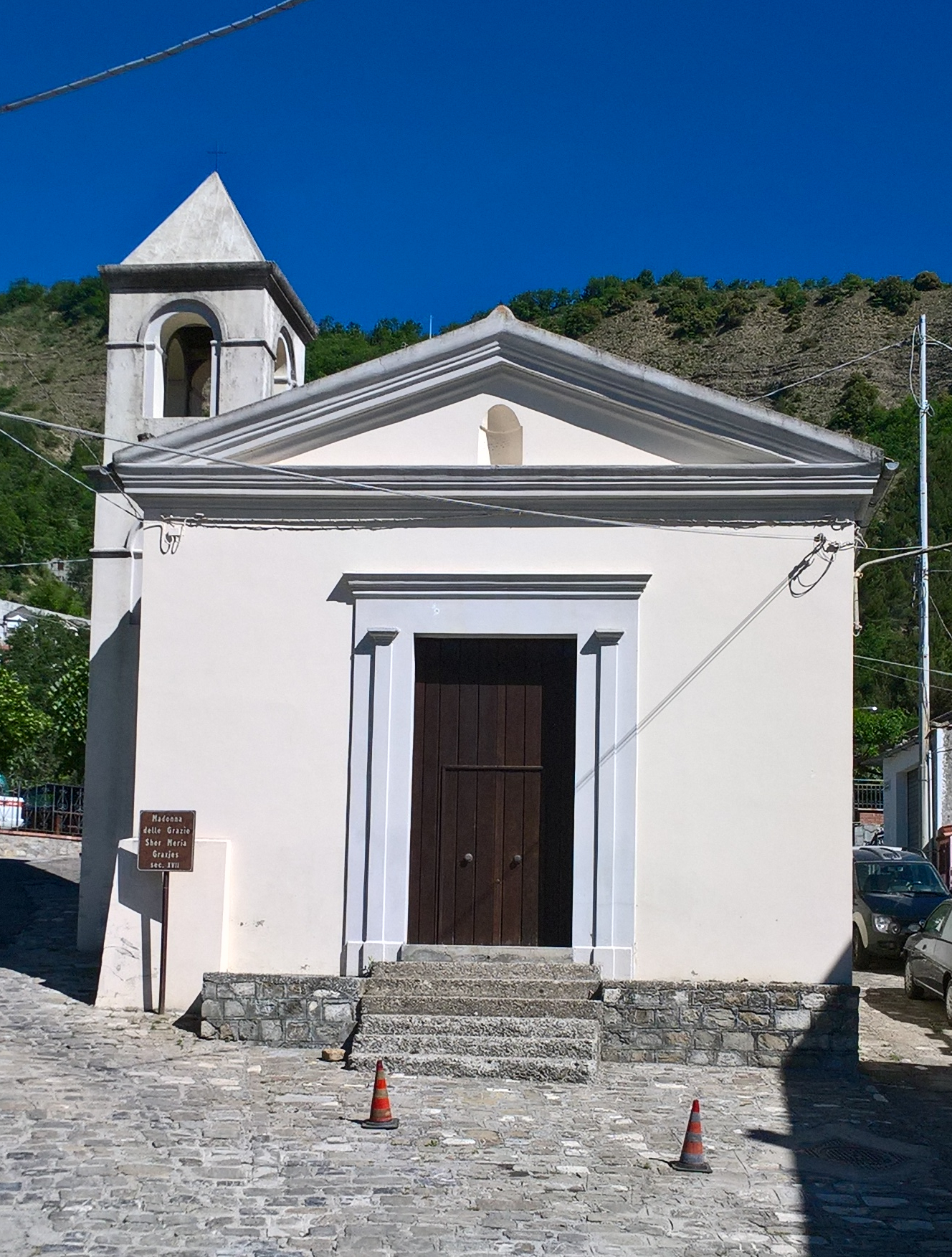
Chiesa Madonna delle Grazie

Dalla piccola chiesa della Madonna delle Grazie prende il via la strada dedicata a Giorgio Castriota Scanderbeg (nxellikata), che taglia il paese giungendo alla Katistea. Poco dopo la metà di via Skanderbeg ha luogo la piazza principale con la Chiesa madre dedicata a Santi Costantino ed Elena.

#### Chiesa San Costantino
L'edificio, di stile barocco, risale agli inizi del 1600, ed è strutturato su tre navate. Nel 1845 sono state realizzate le maioliche collocate in corrispondenza della facciata, che raffigurano i Santi Costantino (al centro), Pietro (sulla sinistra) e Paolo (sulla destra).
In seguito alla costruzione, avvenuta secondo i canoni del rito romano, la chiesa ha subito delle trasformazioni negli anni 50 del XX secolo, quando il presbiterio costruito secondo il rito latino, è stato adattato al rito bizantino.
Con i lavori di consolidamento terminati nel 1998 è stata costruita l'iconostasi, balaustra lignea di separazione tra l'altare "Vima" e la navata, riccamente ornata da un assortito patrimonio iconografico rappresentante le 12 principali festività del calendario bizantino; altre icone presenti sono quelle dell'ultima cena, del Santo Patrono, della Madonna Odigitria, del Cristo, di San Giovanni Battista, del Crocefisso, dell'Annunciazione e dei due Arcangeli.
L'edificio è stato ristrutturato esternamente assumendo un carattere sobrio e imponente che domina l'intera piazza del Plebiscito. L'interno si caratterizza, come già anticipato, per il variegato assortimento pittorico e iconografico; spiccano, tra le altre raffigurazioni, l'Ascensione e il Giudizio universale, eseguiti dall'iconografo albanese Josif Droboniku e dalla moglie Prifti.
Una volta le punte estreme erano delimitate da due chiesette: una dedicata alla Madonna delle Grazie ancora oggi esistente; e un'altra dedicata alla Madonna della Katistea, sin dal XVII secolo in giupadronato alla famiglia Pace e demolita una trentina di anni fa per la costruzione di una strada.

#### Santuario della Madonna della Stella

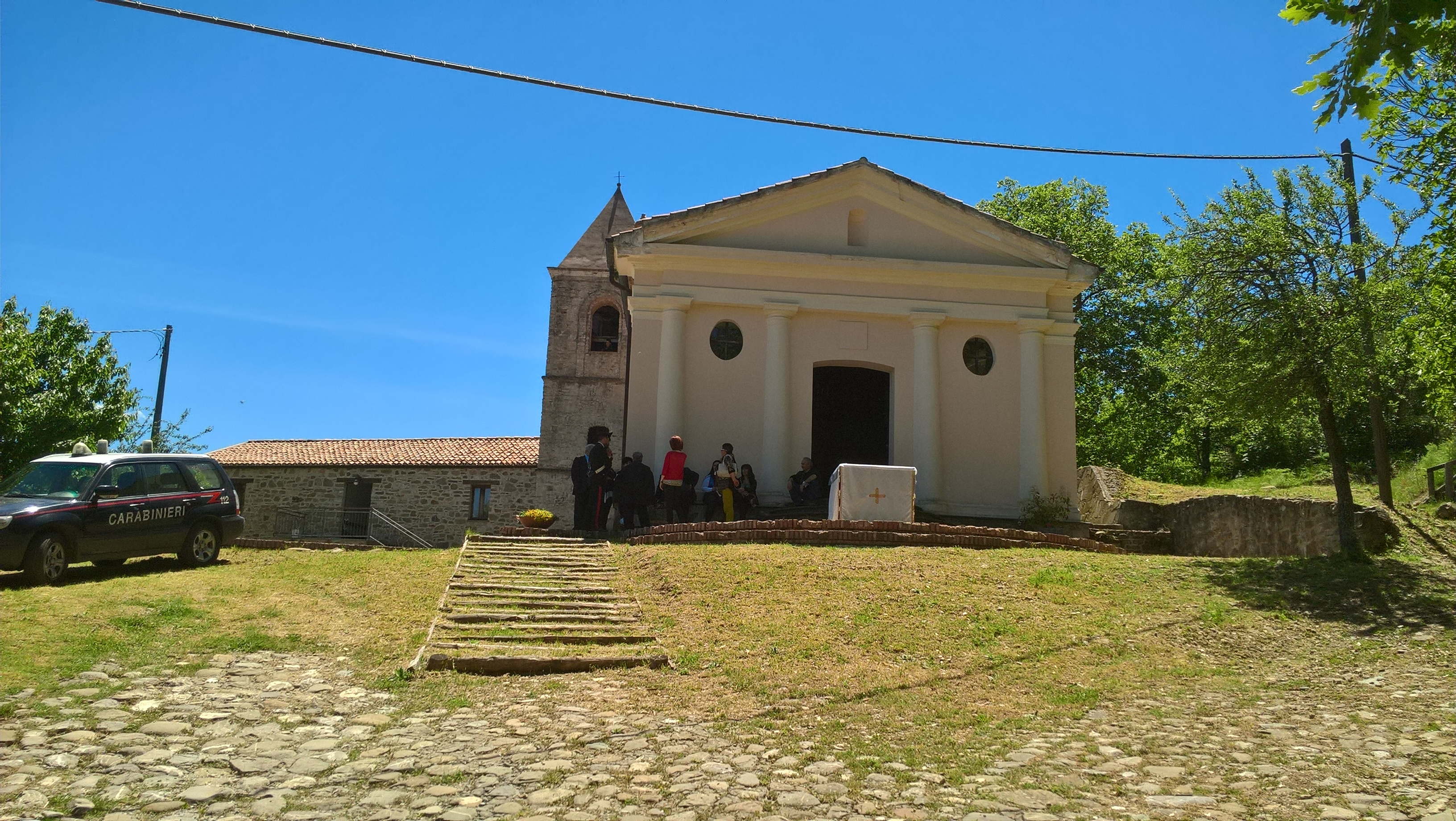
Santuario Madonna della Stella

Il Santuario della Madonna della Stella (Shër Meria lllëthit), compatrona del paese, seminascosto tra cerri e ulivi, costituisce il cuore religioso della comunità di San Costantino Albanese. Una leggenda fa risalire la costruzione del Santuario ad un’apparizione della Madonna ad una pastorella di nome Vrasilia.
Della prima costruzione è rimasta soltanto la cupola, con il tetto a gradinate poggiante su un tamburo quadrato, che la farebbe risalire all’epoca della presenza basiliana in Val Sarmento. Il presbiterio, a pianta quadrata, sopraelevato rispetto all’unica navata, è la parte più interessante. Sulle pareti del presbiterio, che costituisce quasi un complesso a sé, sono raffigurati gli apostoli. Sui pennacchi ci sono quattro evangelisti con i propri simboli; l’affresco della cupola raffigura la gloria del Paradiso. Questi affreschi non recano né date né nomi di chi li commissionò e sono attribuiti al pittore Belisario Corinzio.

##### Festeggiamenti
La seconda domenica di maggio si svolgono i festeggiamenti in onore della Madonna della Stella. ll cuore delle celebrazioni è rappresentato dall'accensione di caratteristici pupazzi denominati nusàzit che sono messi su un palco nella Piazza principale del paese, posta di fronte alla Chiesa Madre, e accesi al momento in cui la Madonna è portata fuori dalla chiesa, alla fine della messa e prima dell’inizio della processione diretta al Santuario.

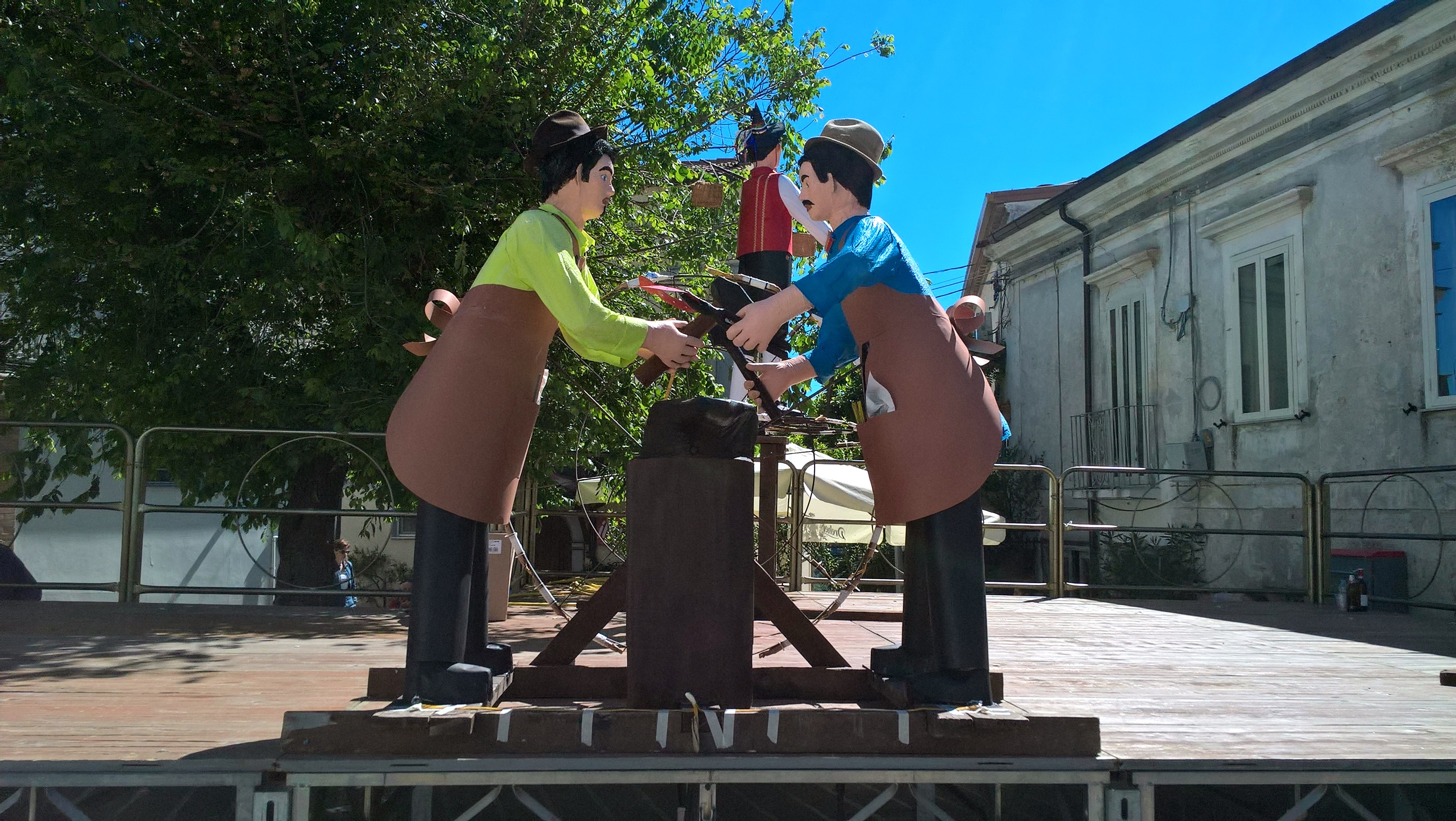
Nusazit furxharet

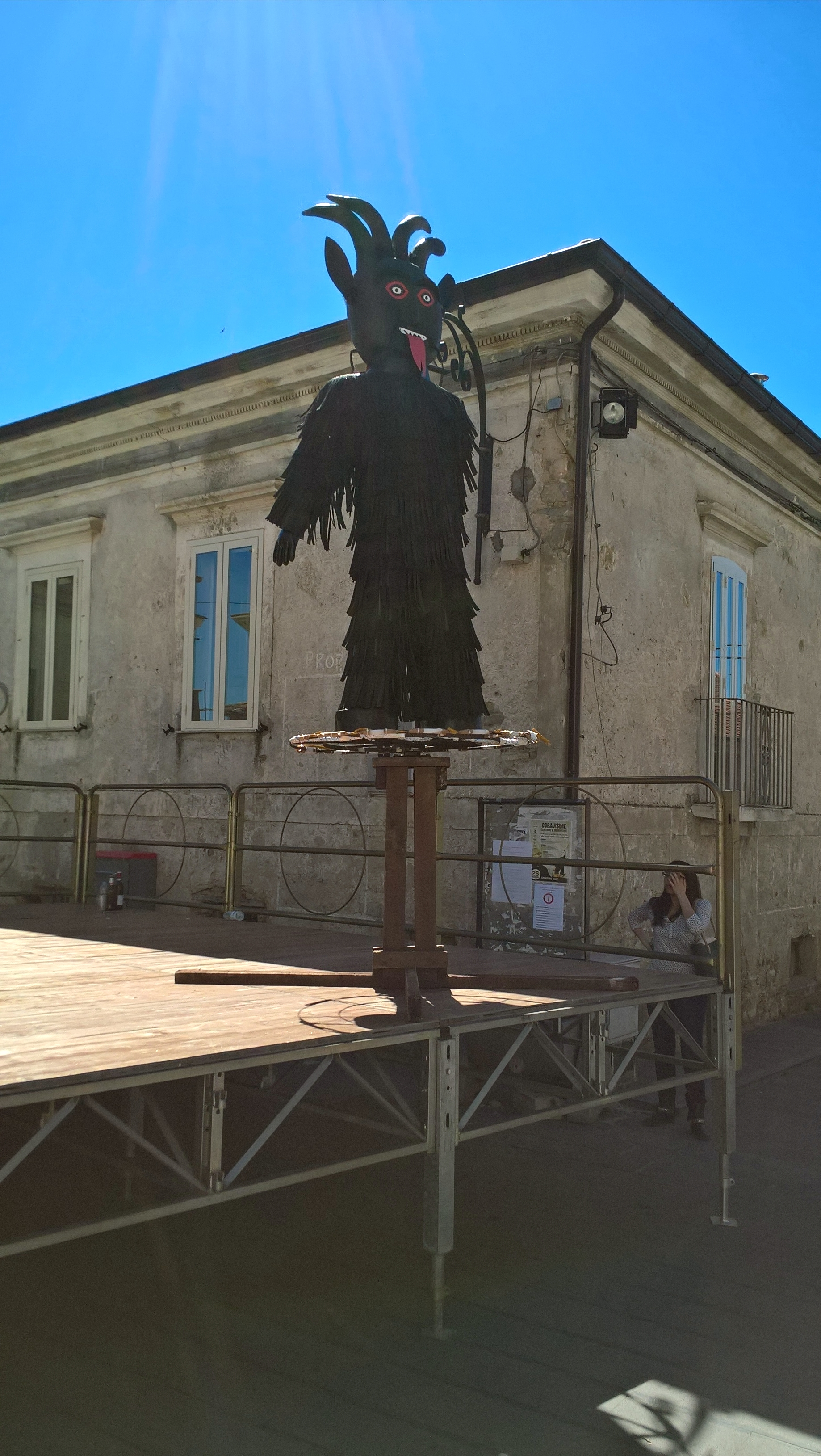
Nusazit djallthi

La tradizione dei pupazzi non è autoctona e non ha riscontro neanche nei paesi limitrofi. Essi infatti vennero costruiti la prima volta da Peppino Chiaffitella detto Pllinja di ritorno dal Messico, dove era emigrato per un certo tempo, agli inizi del XX secolo, in devozione alla Madonna. I pupazzi antropomorfi di cartapesta sono costruiti con opportune intelaiature (armaxhi) di legno, e sono poi vestiti con i costumi raffiguranti elementi del folclore locale. Tali pupazzi sono riempiti opportunamente con polvere pirica e razzi, al fine di generare un moto (in alcuni rotatorio intorno al proprio asse e altri di vario tipo) che si conclude per ognuno di essi con la detonazione finale. Ogni detonazione sarà, ovviamente, più potente della precedente in considerazione dei personaggi che di volta in volta esplodono. Si tratta di pupazzi a grandezza naturale che raffigurano i seguenti personaggi: una donna (nusja), un pastore (Kapjel picut), due fabbri (furxharet) e il diavolo (djallthi). La donna è vestita con il costume di gala albanese; l’uomo, vestito con il tradizionale costume con il cappello a punta, porta due forme di ricotta; il diavolo, solitamente raffigurato secondo l'iconografia locale, cioè con due facce, quattro corna, i piedi a zoccolo di cavallo (kèmb rrutullore), porta in mano una forca (furrcilia) e la catena del paiolo (kamastra).
Oltre ai Nusazit, in occasione della festa, viene preparato un altro pupazzo in cartapesta e imbottito di polvere pirica, raffigurante un cavallo col cavaliere (Kali) pieno anch’esso di petardi, che viene acceso la sera della vigilia della festa in piazza. Il cavallo con il cavaliere ha un telaio rettangolare ed è trasportato con passo saltellante da un uomo posto al suo interno.

## Società

### Evoluzione demografica
Abitanti censiti

## Geografia antropica

### Frazioni

#### Venticalia
Frazione di San Costantino Albanese. Dalla fine del XVII secolo fu feudo rustico della locale famiglia Pace che lo possedette ininterrottamente sino all'eversione della feudalità su concessione dei Pignatelli principi di Noja.

#### Martorino
Anche Martorino, frazione di San Costantino Albanese che conta circa 20 abitanti fu tra le concessioni feudali che la famiglia Pignatelli concesse alla fine del XVII secolo alla famiglia Pace, avendo una storia simile alla frazione di Venticalia.

## Amministrazione
Il sindaco attuale è Renato Iannibelli, eletto il 12 giugno 2017 con il 53,57% dei voti e confermato il 13 giugno 2022 con l’83,89% dei voti.

### Cronologia dei sindaci dal 1990
| Periodo | Periodo   | Primo cittadino     | Partito                                          | Carica  | Note  |
| ------- | --------- | ------------------- | ------------------------------------------------ | ------- | ----- |
| 1990    | 1993      | Renato Iannibelli   | Democrazia Cristiana                             | Sindaco | [ 5 ] |
| 1994    | 2002      | Sandrino Berardone  | lista civica Uniti per San Costantino            | Sindaco | [ 5 ] |
| 2002    | 2012      | Giuseppe Cantisani  | lista civica Uniti per San Costantino            | Sindaco | [ 5 ] |
| 2012    | 2017      | Rosamaria Busicchio | lista civica Uniti per San Costantino            | Sindaco | [ 5 ] |
| 2017    | 2022      | Renato Iannibelli   | lista civica Insieme per San Costantino Albanese | Sindaco | [ 5 ] |
| 2022    | in carica | Renato Iannibelli   | lista civica Insieme per San Costantino Albanese | Sindaco | [ 5 ] |